# Arcusaurus
Arcusaurus – rodzaj zauropodomorfa żyjącego we wczesnej jurze (dokładne datowanie niepewne, być może pliensbach) na terenach dzisiejszej Afryki. Gatunkiem typowym jest A. pereirabdalorum, którego holotypem jest niekompletna prawa strona czaszki oznaczona BP/1/6235 z zachowaną kością zaoczodołową, nosową, nadzębową (supradentary), zębową i podniebienną oraz zębami szczęki; niedaleko tych kości odkryto też tylny kręg ogonowy, ale nie można stwierdzić, czy należał on do tego samego osobnika co kości czaszki. W promieniu 50 cm od miejsca odkrycia holotypu odkryto też szereg kości innych kości zauropodomorfów z tego samego gatunku, głównie kości czaszki i kończyn. Skamieniałości A. pereirabdalorum odkryto w osadach formacji Elliot na terenie Wolnego Państwa w Republice Południowej Afryki.
Pozycja filogenetyczna Arcusaurus w obrębie kladu Sauropodomorpha jest niepewna. Nie występują u niego niektóre synapomorfie kladu Plateosauria (obejmującego m.in. plateozaury, masospondyle i zauropody), co może dowodzić, że jest on jednym z najbardziej bazalnych znanych zauropodomorfów, nie należącym do Plateosauria. Tak bazalną pozycję sugeruje m.in. liczba zębów osadzonych w kościach zębowych (18 u Arcusaurus; synapomorfią najwęższego kladu obejmującego Plateosauria i tekodontozaura jest występowanie co najmniej 20 takich zębów) i brak zmniejszenia kości pazurowej (ungual) trzeciego palca stopy w stosunku do kości pazurowych palców: pierwszego i drugiego (synapomorfii Plateosauria). Inne cechy budowy ciała Arcusaurus sugerują jednak jego przynależność do Plateosauria, a ściślej do kladu Massopoda, a być może nawet jeszcze dokładniej do kladu Anchisauria. Występują u niego dwie synapomorfie najwęższego kladu obejmującego masospondyle i zauropody (jedną z nich jest wyrostek kaudolateralny, tj. tylno-boczny kości przedszczękowej całkowicie oddzielony od wyrostka rostrowentralnego, tj. przednio-brzusznego kości nosowej), oraz jedna synapomorfia najwęższego kladu obejmującego zauropody i Aardonyx (przynajmniej niektóre paliczki stopy – inne niż paliczki dalsze – których szerokość jest równa długości). Z przeprowadzonych przez autorów jego opisu analiz kladystycznych (w oparciu o zmodyfikowane macierze danych z analiz Yatesa, 2007 oraz Upchurcha, Barretta i Galtona, 2007) wynika, że cechy budowy szkieletu Arcusaurus upodabniające go do przedstawicieli Plateosauria prawdopodobnie pojawiły się u niego jedynie w wyniku konwergencji. Na drzewach ścisłej zgodności Arcusaurus jest bazalnym zauropodomorfem nie należącym do Plateosauria, bliżej spokrewnionym z Plateosauria niż z Saturnalia i Pantydraco ale bardziej bazalnym niż Ruehleia, Plateosauravus, Efraasia i tekodontozaur (na drzewie uzyskanym w oparciu o macierz danych z analizy Yatesa) lub w nierozwikłanej politomii z Plateosauria, Saturnalia i tekodontozaurem (na drzewie uzyskanym w oparciu o macierz danych z analizy Upchurcha, Barretta i Galtona). Jednak wystarczy wydłużenie drzewa filogenetycznego (uzyskanego w oparciu o macierz danych z analizy Yatesa) o trzy stopnie w stosunku do najbardziej parsymonicznego, aby Arcusaurus stał się przedstawicielem Anchisauria i taksonem siostrzanym w stosunku do najwęższego kladu obejmującego zauropody i Aardonyx.
Budowa zachowanych kości Arcusaurus (m.in. otwarte szwy między kośćmi puszki mózgowej) sugeruje, że wszystkie one należały do osobników młodych. Stąd też autorzy rozważali możliwość, że skamieniałości Arcusaurus pereirabdalorum mogą w rzeczywistości nie należeć do odrębnego gatunku zauropodomorfa, lecz do młodych osobników z gatunku Aardonyx celestae, znanego z tych samych osadów formacji Elliot. Jednak ich zdaniem z ośmiu cech budowy szkieletu odróżniających Arcusaurus i Aardonyx tylko jedna – liczba zębów osadzonych w kościach zębowych – być może faktycznie zmienia się wraz ze wzrostem zwierzęcia. Z pewnością natomiast Arcusaurus nie jest młodszym synonimem masospondyla. Jeśli potwierdziłaby się pozycja filogenetyczna Arcusaurus jako jednego z najbardziej bazalnych zauropodomorfów, to mógłby on być jedynym zauropodomorfem nie należącym do Plateosauria, który przetrwał do wczesnej jury. Wprawdzie z analizy kladystycznej Knolla (2010) wynika, że zauropodomorfem nie należącym do Plateosauria był też wczesnojurajski Ignavusaurus rachelis, lecz zdaniem autorów opisu Arcusaurus holotyp I. rachelis jest w rzeczywistości uszkodzonym szkieletem młodego osobnika z gatunku Massospondylus carinatus lub Massospondylus kaalae.
Nazwa Arcusaurus pochodzi od łacińskiego słowa arcus, oznaczającego „tęcza”, oraz greckiego sauros („jaszczur”); honoruje ona naród południowoafrykański zwany niekiedy "tęczowym narodem". Epitet gatunkowy pereirabdalorum honoruje Lucille Pereirę i Fernando Abdalę, którzy odkryli większość skamieniałości tego zauropodomorfa.